# Võru
Võru (Duits: Werro, Võro: Võro) is een stad en gemeente in het zuidoosten van Estland. Het is de hoofdstad van de provincie Võrumaa. De provinciehoofdstad telde 12.112 inwoners op 1 januari 2024 en ligt aan het meer Tamula järv.

## Bevolking
De Esten vormen in Võru veruit de grootste bevolkingsgroep (cijfers van 31 december 2021):
|            | aantal | percentage |
| ---------- | ------ | ---------- |
| Totaal     | 11.865 | 100,0%     |
| Esten      | 11.042 | 93,1%      |
| Russen     | 599    | 5,0%       |
| Oekraïners | 51     | 0,4%       |
| Finnen     | 27     | 0,2%       |
| Letten     | 23     | 0,2%       |
| Wit-Russen | 22     | 0,2%       |
| Overig     | 101    | 0,9%       |

## Geschiedenis
Võru werd gesticht op 21 augustus 1784, op bevel van George Browne, de gouverneur-generaal van het gouvernement Riga. De stad kreeg een regelmatig dambordpatroon.
Võru heeft geen enkel verkeerslicht, doordat de straten Jüri, Tartu, Kreutzwaldi en Paju tänav, die rond het echte centrum lopen, eenrichtingsstraten zijn.
Võru had een station aan de spoorlijn Valga - Petsjory, die in 2001 voor reizigersverkeer werd gesloten. Wel wordt de lijn nog gebruikt voor goederenvervoer.

## Cultuur
Elk jaar vindt het Folklorefestival van Võru plaats. Friedrich Reinhold Kreutzwald, de auteur van het nationale epos Kalevipoeg, woonde van 1833 tot 1877 in Võru.

## Kerken
De bouw van de lutherse Kerk van Sint-Catharina (Estisch: Võru Katariina kirik) begon in 1788 tijdens de regering van tsarina Catharina II. De kerk kwam gereed in 1793 en werd gewijd aan Catharina van Alexandrië. De prominente toren heeft aan alle vier de kanten een klok. De kerk liep tijdens haar bestaan tweemaal zware schade op: in 1858 bij een blikseminslag en in 1887 bij een brand. Het orgel is in 1913 gebouwd door de orgelbouwersfamilie Kriisa.
De orthodoxe kerk van Sint-Ekaterina (Estisch: Võru Suurkannataja Ekaterina kirik, ‘kerk van de grote martelares Catharina te Võru’) is gewijd aan dezelfde heilige. De bouw begon in 1793, het jaar dat de lutherse kerk gereed kwam, en werd voltooid in 1804. De kerk heeft twee torens, een vierkante en een ronde. De vierkante toren loopt uit in een ui, de ronde toren loopt uit in een koepel, bekroond door een lantaarn. De kerk is in haar bestaan vele malen gerestaureerd, het meest grondig in de jaren 1976-1983. De parochie is aangesloten bij de Estische Apostolisch-Orthodoxe Kerk.

## Geografie
De stad is omringd door de landgemeente Võru vald. Hoewel Võru zelf geen deel uitmaakt van die gemeente, staat het gemeentehuis wel in Võru.

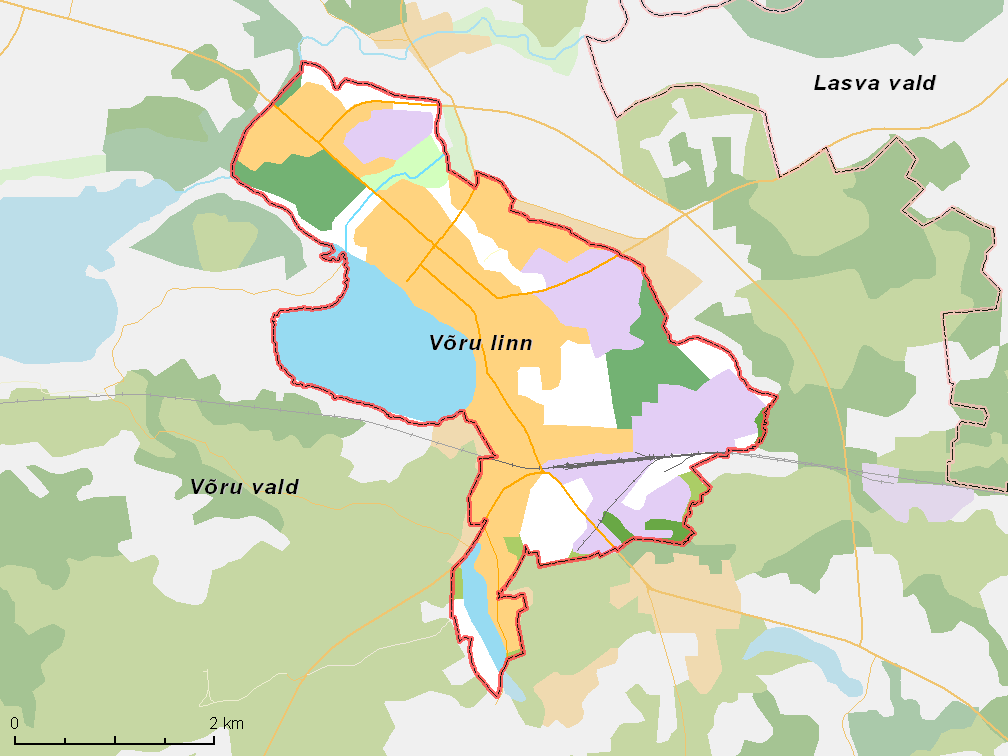
De gemeente met omliggende gemeenten, situatie begin 2017. De gemeente Lasva is inmiddels opgeheven.

## Zustersteden
Võru is zusterstad van:
- Alūksne (Letland)
- Bad Segeberg (Duitsland)
- Chambray-lès-Tours (Frankrijk)
- Härryda (Zweden)
- Iisalmi (Finland)
- Joniškis (Litouwen)
- Laitila (Finland)
- Landskrona (Zweden) en
- Suwałki (Polen).

## Geboren
- Ivari Padar (12 maart 1965), politicus
- Erki Nool (25 juni 1970), meerkamper

## Foto's

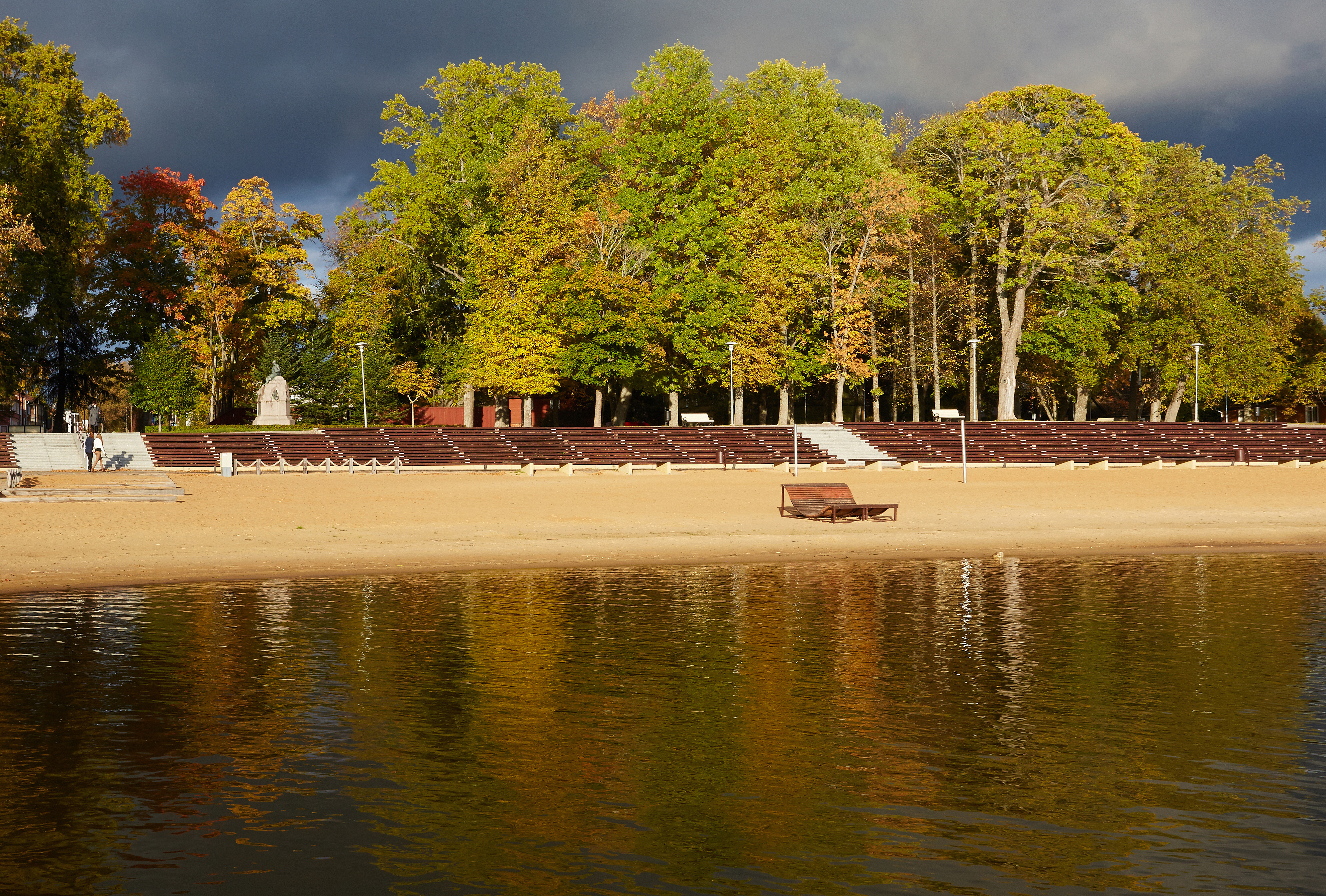
Het Kreutzwaldpark en het Tamula järv
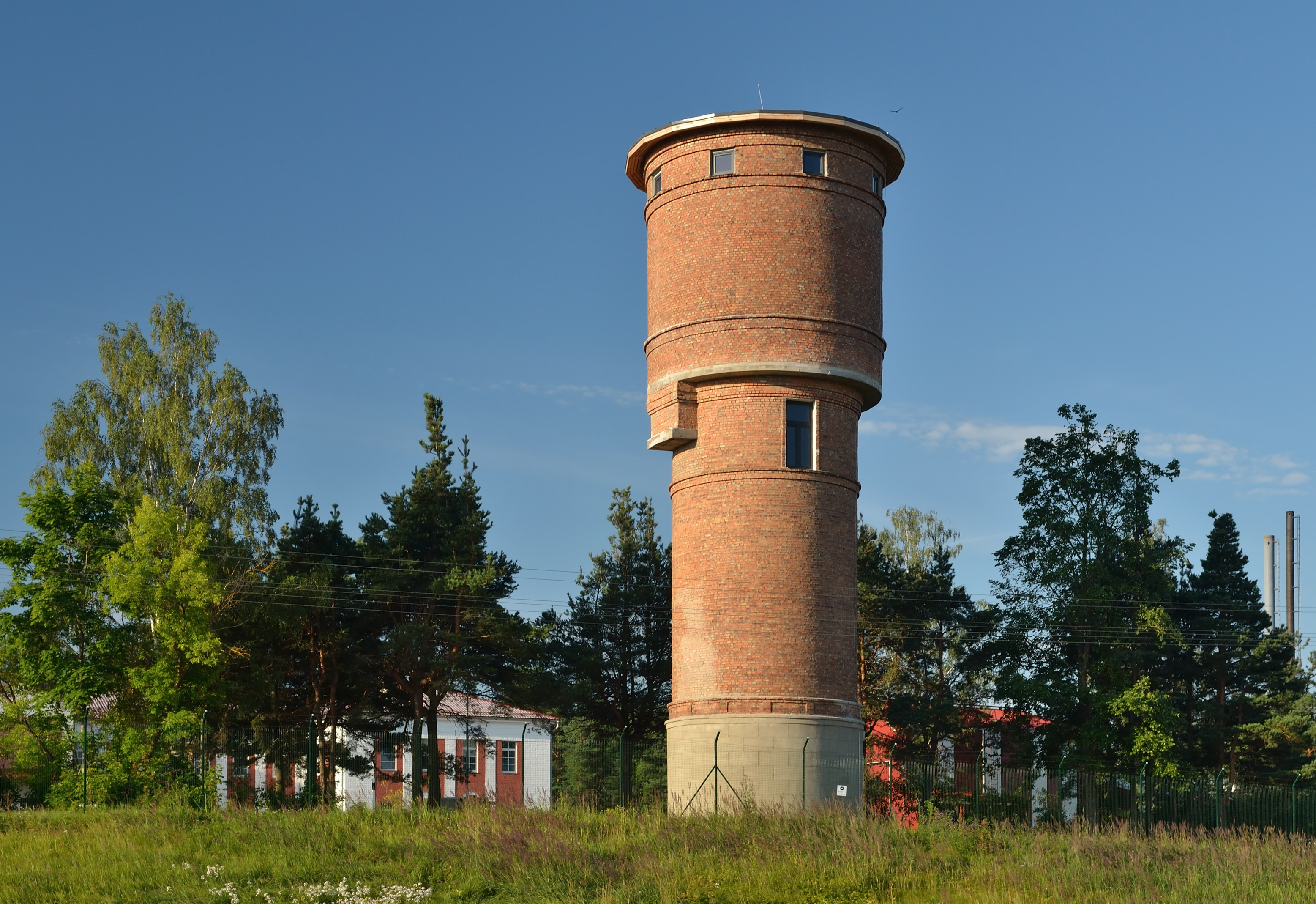
Watertoren bij het station
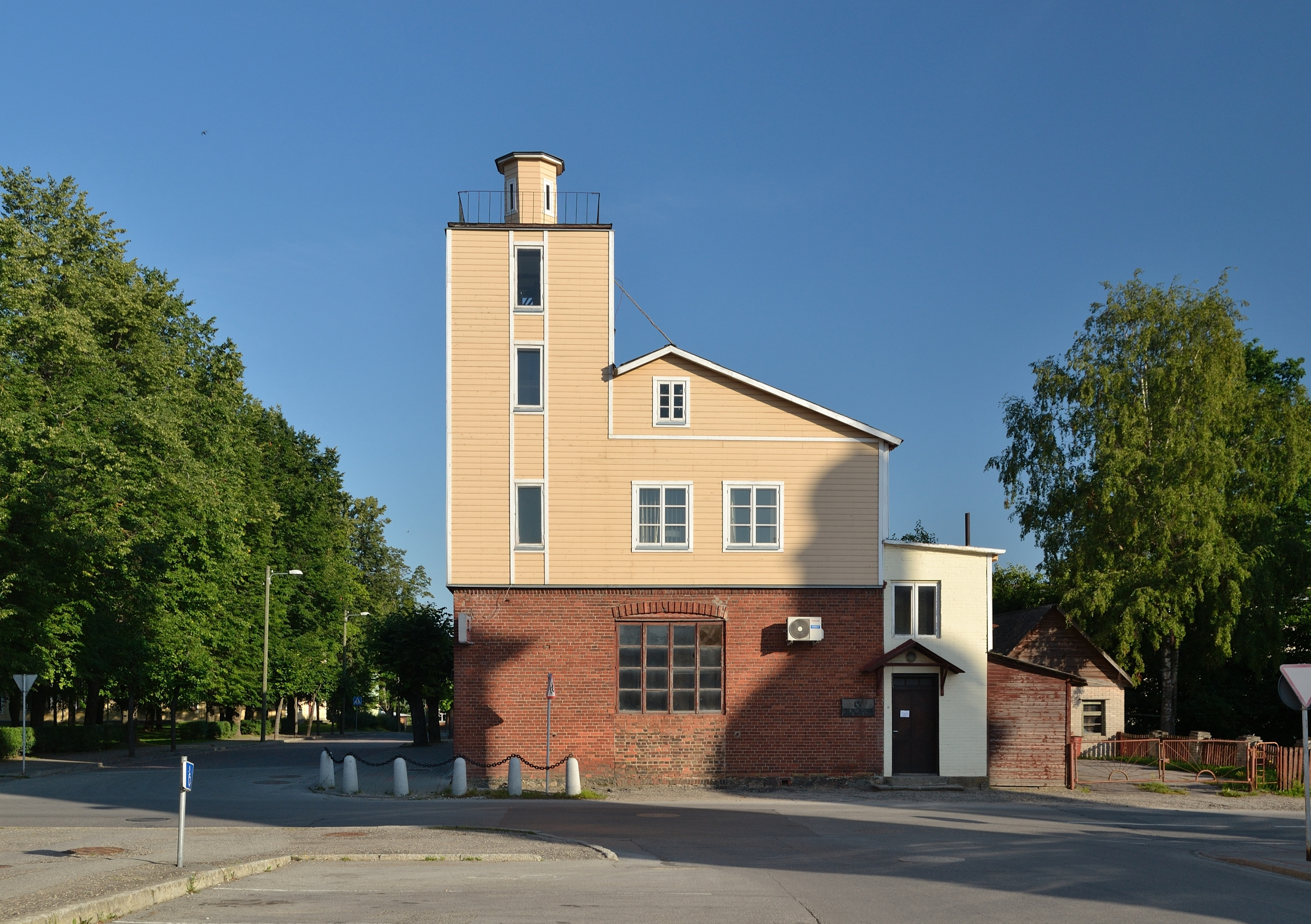
De vroegere brandweerkazerne
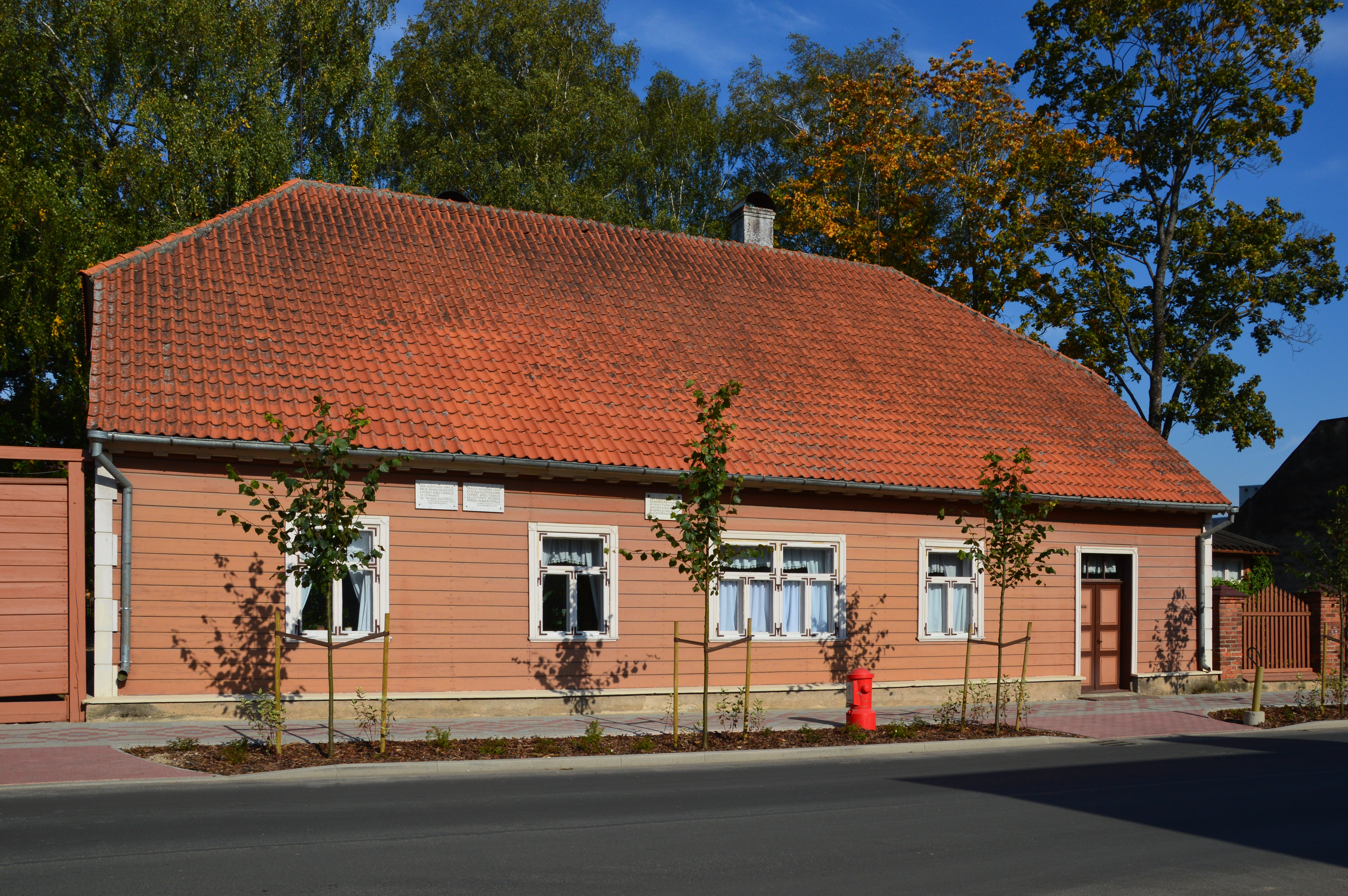
Kreutzwaldmuseum
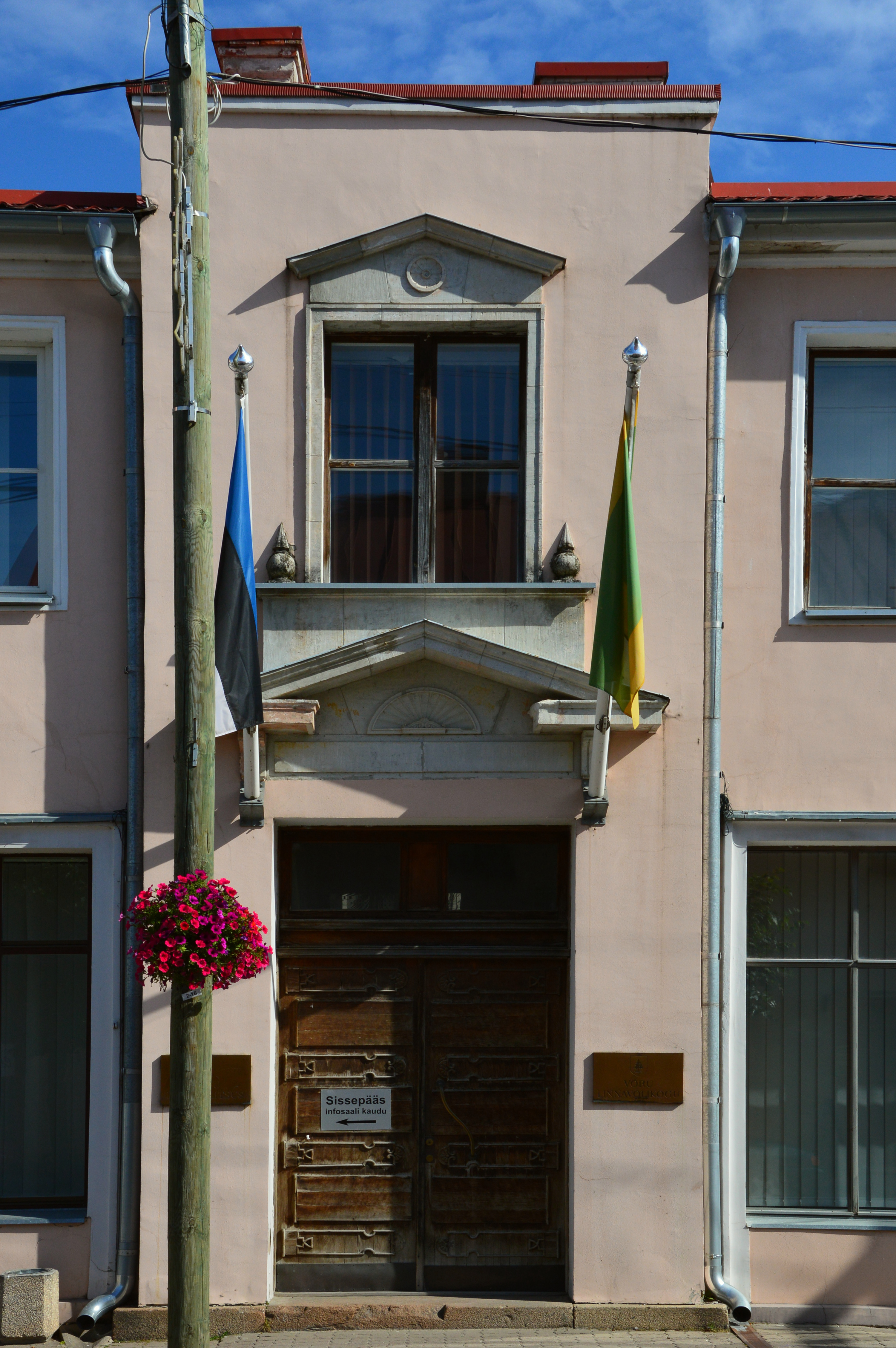
Stadhuis
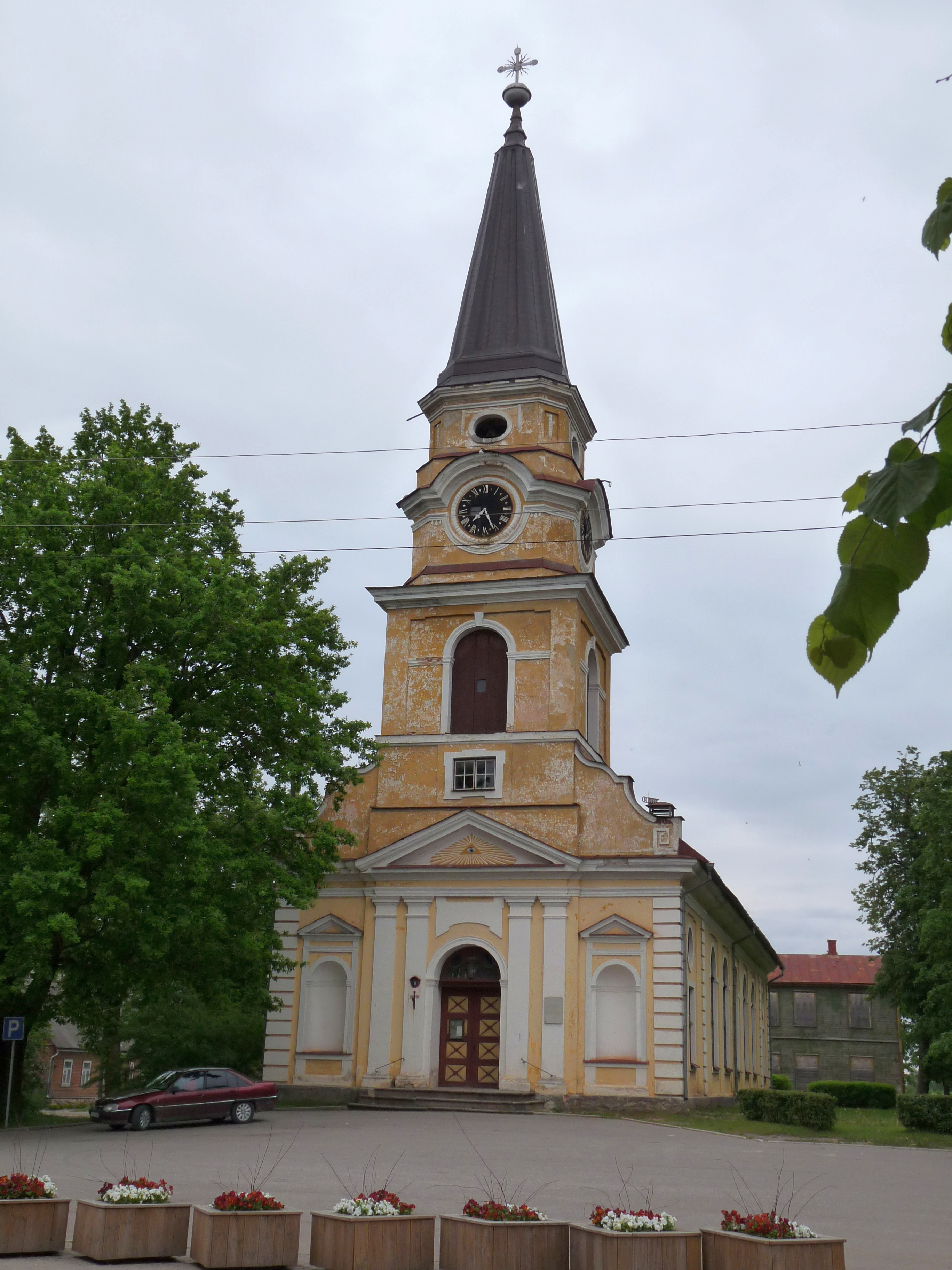
Catharinakerk
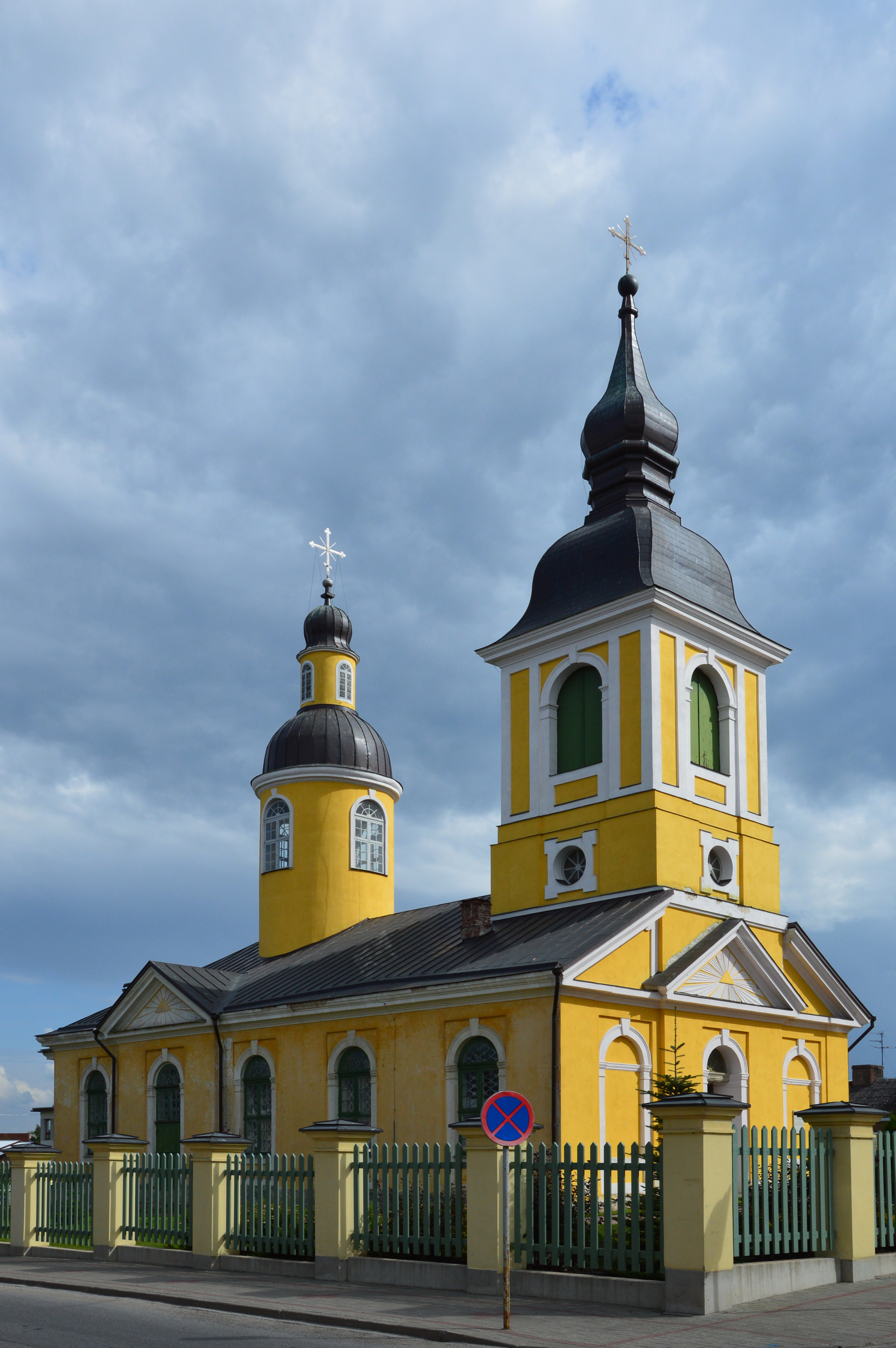
Ekaterinakerk
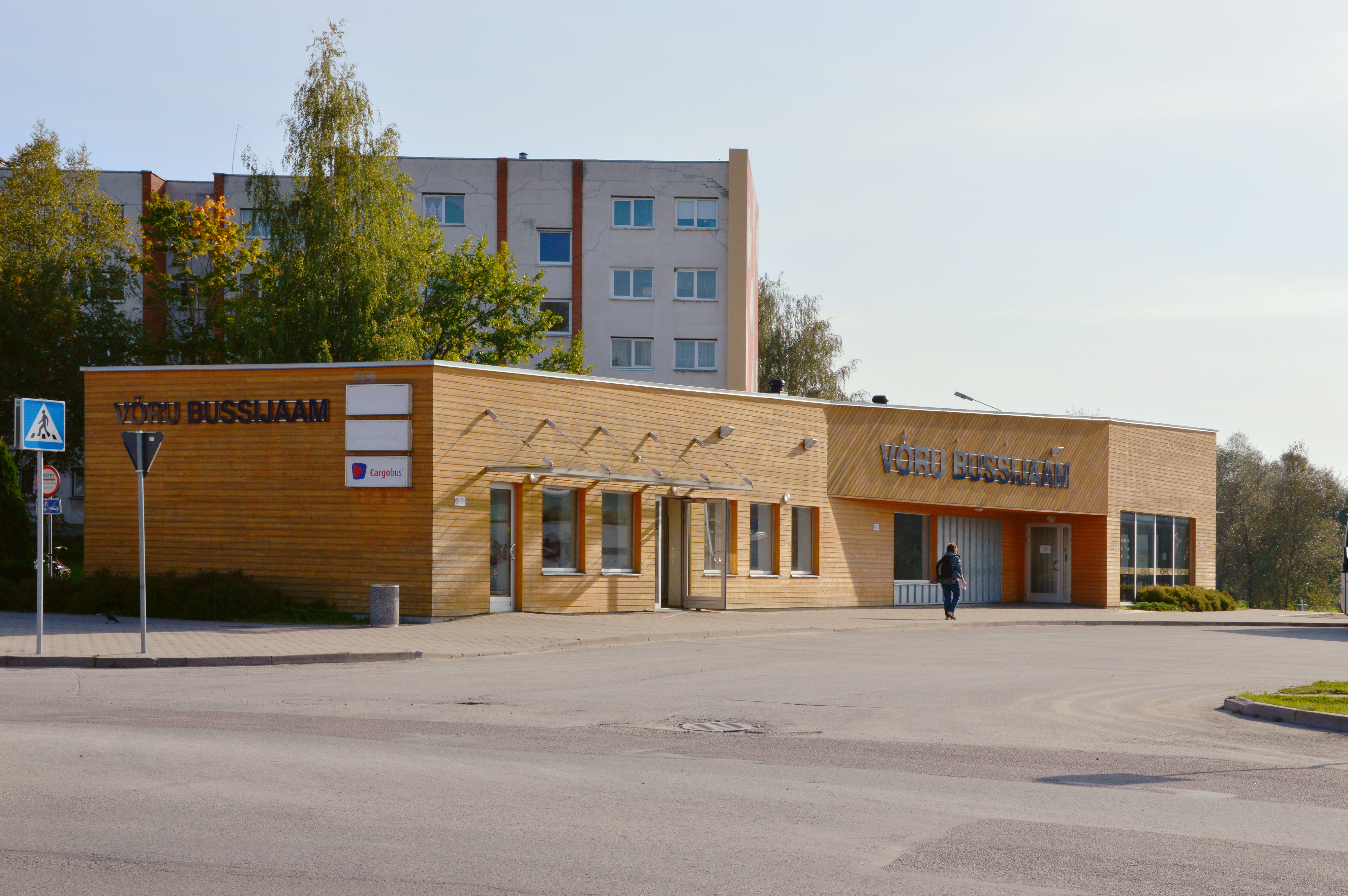
Busstation
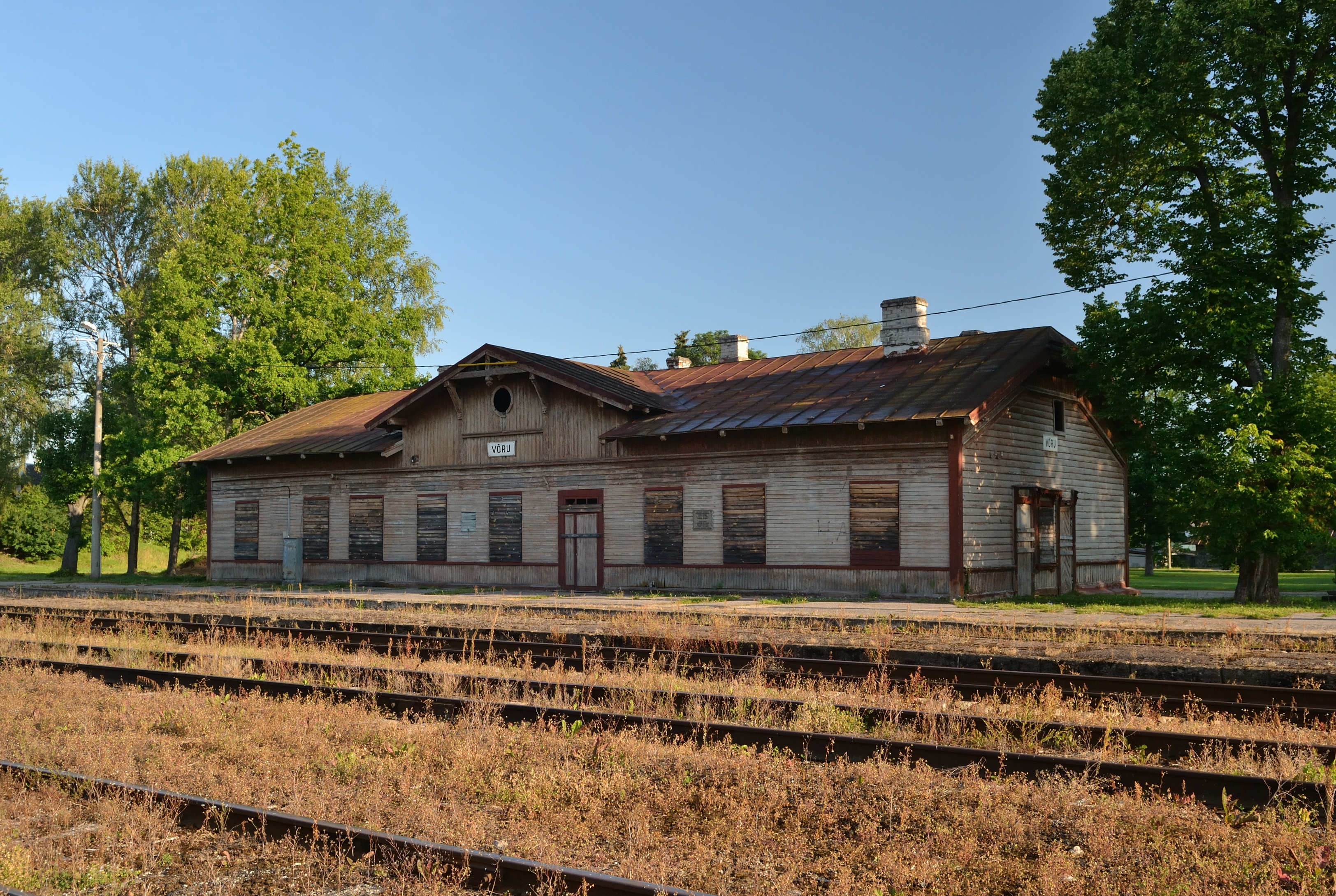
Het voormalige treinstation